# Liste der Monuments historiques in Marquigny
Die Liste der Monuments historiques in Marquigny führt die Monuments historiques in der französischen Gemeinde Marquigny auf.

## Liste der Objekte
| Bezeichnung                                   | Beschreibung                                               | Standort                        | Kennzeichnung | Schutzstatus | Datum | Bild |
| --------------------------------------------- | ---------------------------------------------------------- | ------------------------------- | ------------- | ------------ | ----- | ---- |
| Relief Heiliger Rochus und heiliger Sebastian | Holz, farbig gefasst, Holzrahmen, 17. oder 18. Jahrhundert | in der Kirche Notre-Dame (Lage) | PM08000308    | Classé       | 1971  |      |